# Курголовское
Курголовское — озеро, расположенное на Карельском перешейке во Всеволожском районе Ленинградской области, к северо-западу от посёлка Токсово.
Название переводится с финского и карельского как «Журавлиное озеро» (фин. kurki, карел. kurgi — журавль).
Площадь водного зеркала — 0,92 км². Площадь водосборного бассейна — 11 км². Высота над уровнем моря — 55,7 метра.
На восточном побережье озера находятся камовые холмы высотой до 30 метров, покрытые еловыми лесами. В окрестностях озера отмечено обитание 97 видов птиц, 4 видов земноводных, 2 видов пресмыкающихся и 25 видов млекопитающих.
В XIX веке считалось то заливом озера Кавголово, носившим название Курголово, то отдельным озером Киркула. Берега озера очень сильно освоены. В северной части озеро 300-метровой протокой соединено с болотом Ясино (бывшим заливом соседнего Кавголовского озера). На восточном берегу находится учебно-тренировочный центр «Кавголово».
Около юго-западной оконечности Курголовского озера расположен железнодорожный остановочный пункт Кавголово. Озеро отделено от озера Кавголовского перешейком, который называют Папинтайпале, по нему проходит железнодорожное полотно Приозерского направления между платформами Кавголово и Осельки. В южной части перешеек пересекает протока длиной около 50 м, соединяющая Курголовское и Кавголовское озёра, через протоку переброшен железнодорожный мост.
Озеро с прилегающим к нему на востоке фрагментом суши является одним из трёх участков природного парка «Токсовский», имеющего статус особо охраняемой природной территории (ООПТ) регионального значения. Рядом — ещё один участок этой же ООПТ, а также другая ООПТ — памятник природы «Токсовские высоты» (начинается в 100 м южнее самой южной точки озера). В 2023 году на берегу озера появилась оборудованная для пеших прогулок туристов эколого-этнографическая тропа «Курголовская».
В Ленинградской области есть два населённых пункта Курголово, находящихся более чем в ста километрах от Курголовского озера и не имеющих отношения к нему.